# Dichrostachys cinerea
Dichrostachys cinerea är en ärtväxtart som först beskrevs av Carl von Linné, och fick sitt nu gällande namn av Robert Wight och George Arnott Walker Arnott. Dichrostachys cinerea ingår i släktet Dichrostachys och familjen ärtväxter. IUCN kategoriserar arten globalt som livskraftig.

## Underarter
Arten delas in i följande underarter:
- D. c. africana
- D. c. argillicola
- D. c. burmana
- D. c. cinerea
- D. c. forbesii
- D. c. keniensis
- D. c. malesiana
- D. c. nyassana
- D. c. platycarpa

## Bildgalleri

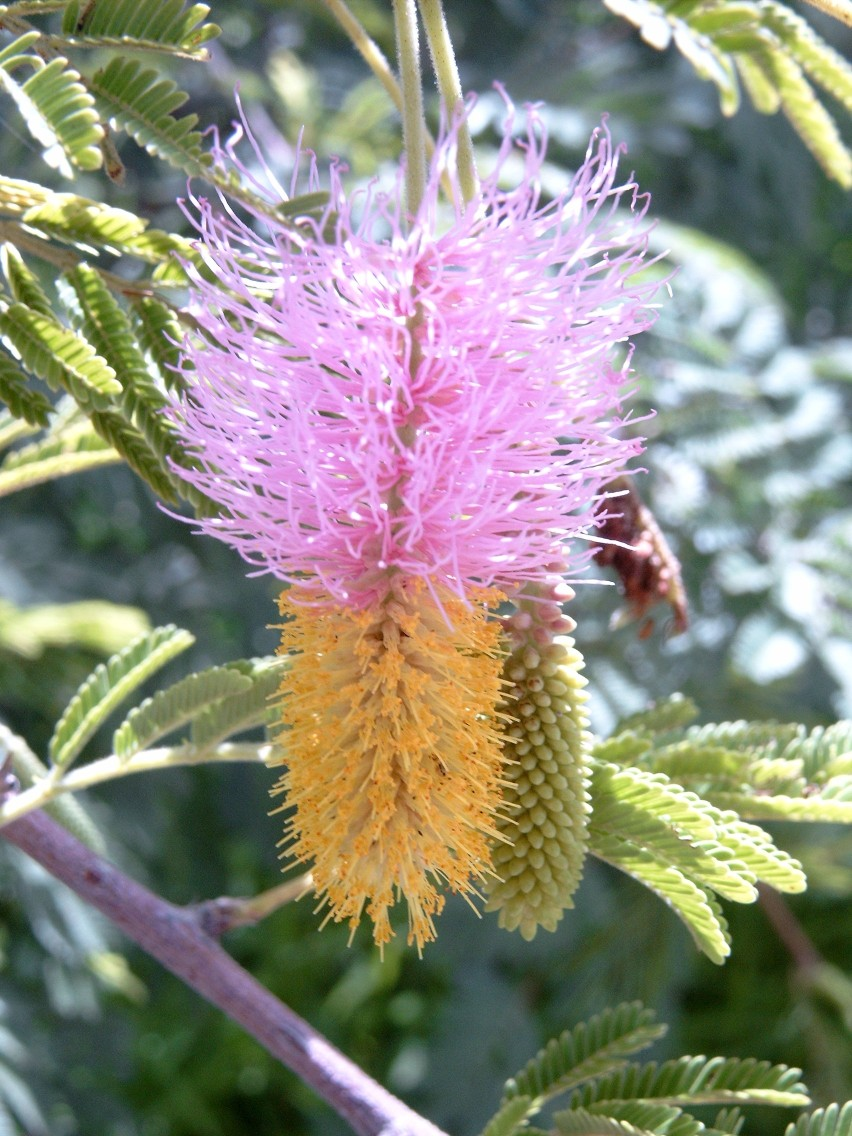
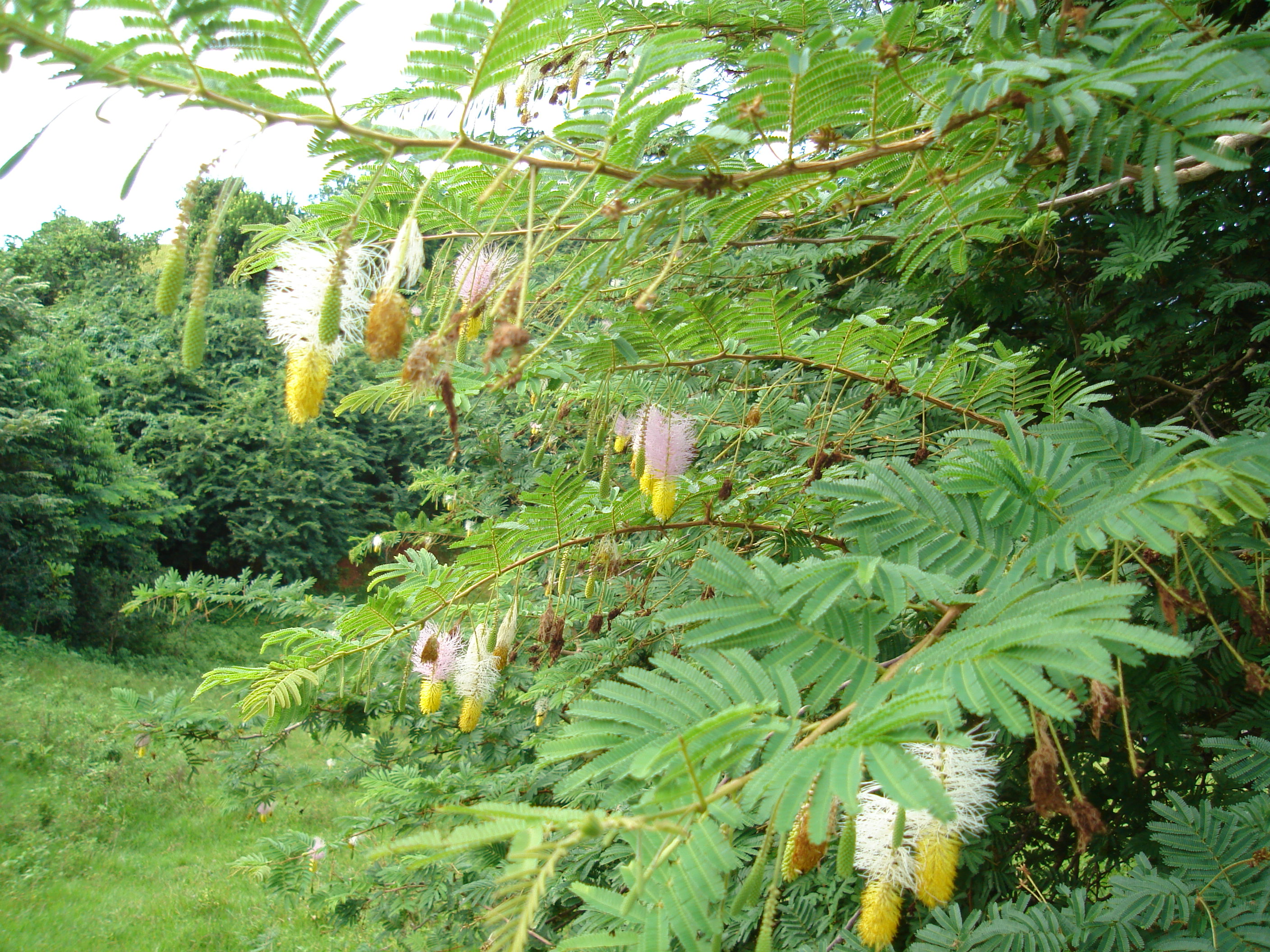
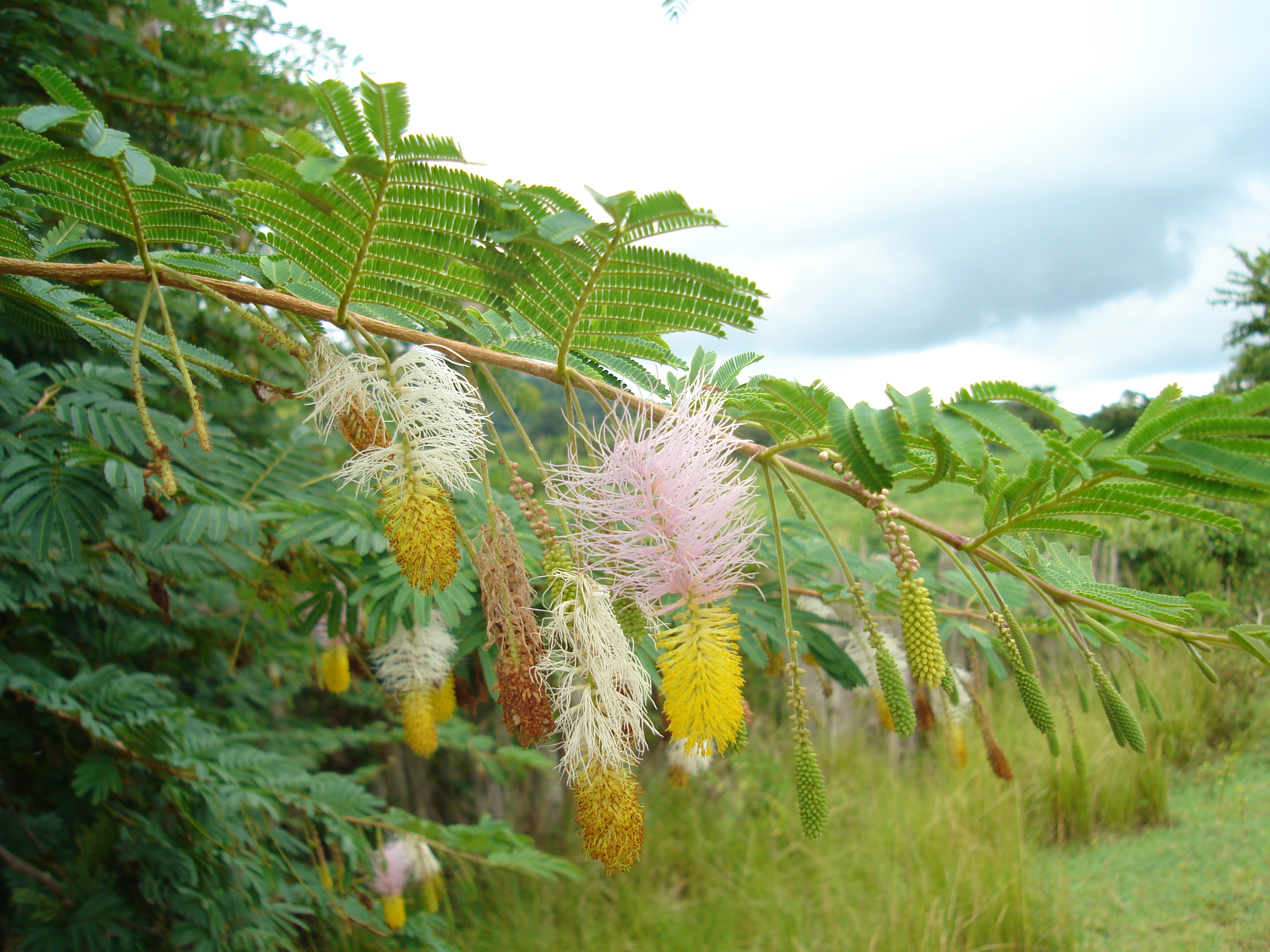
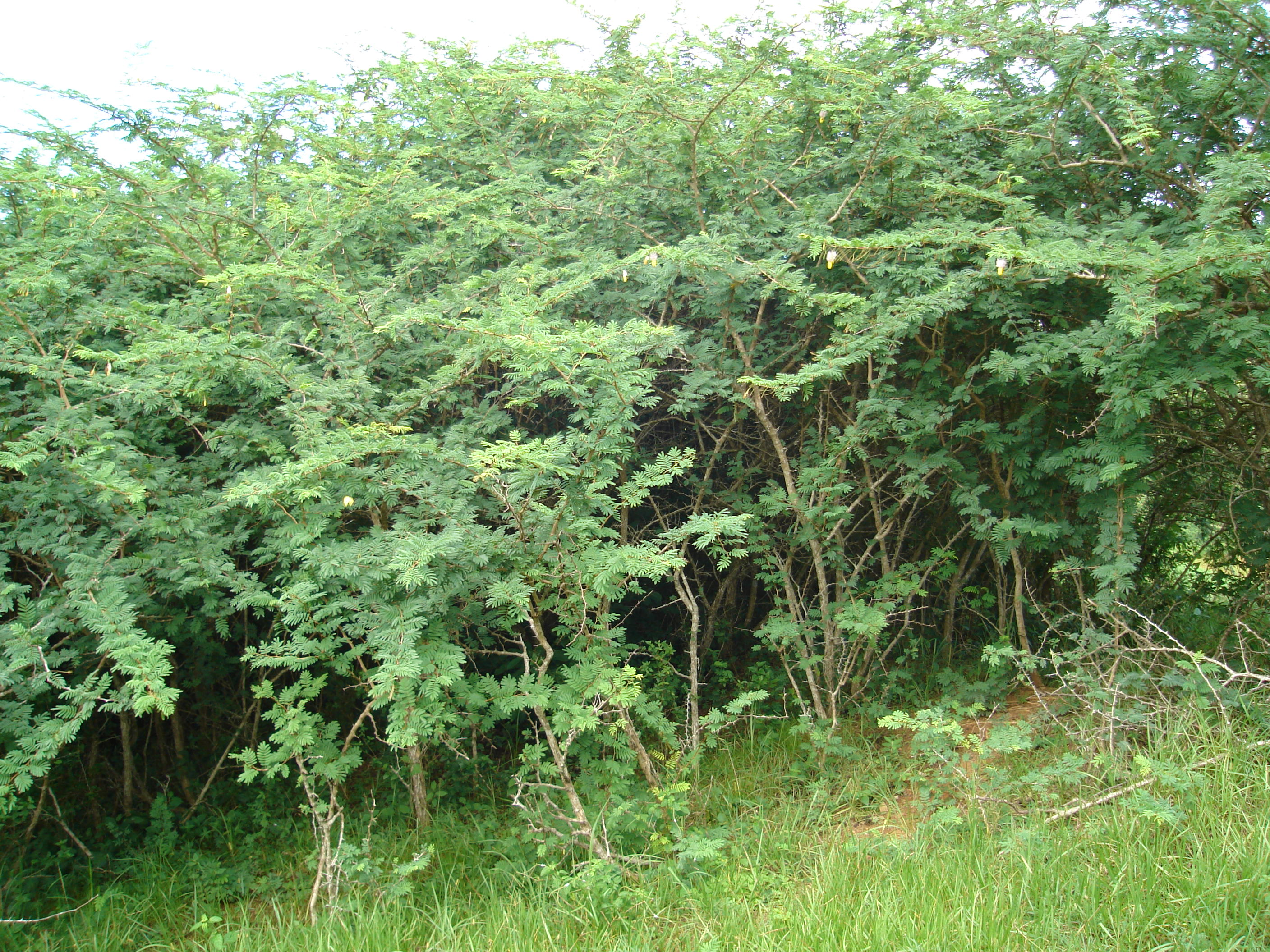
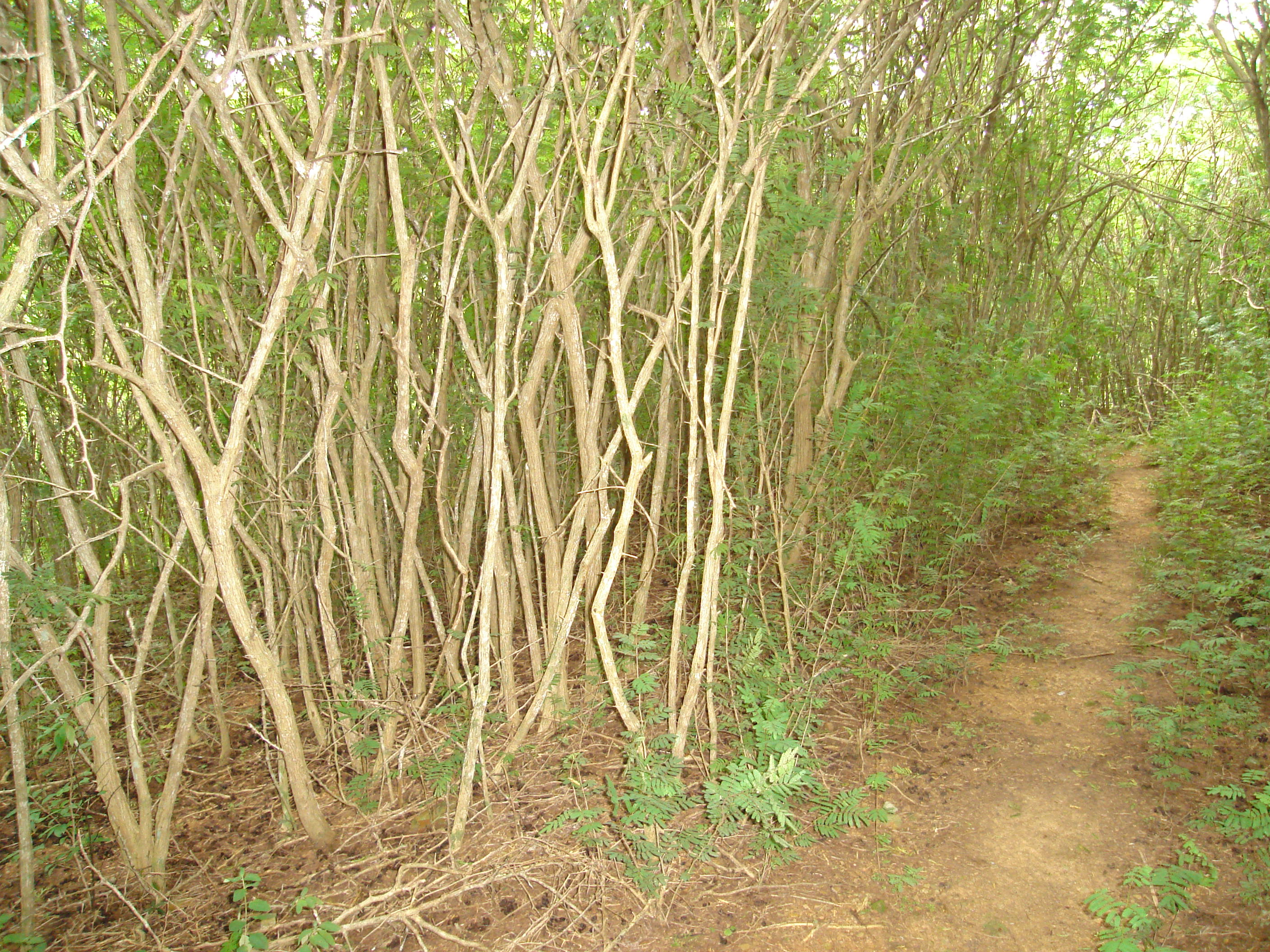
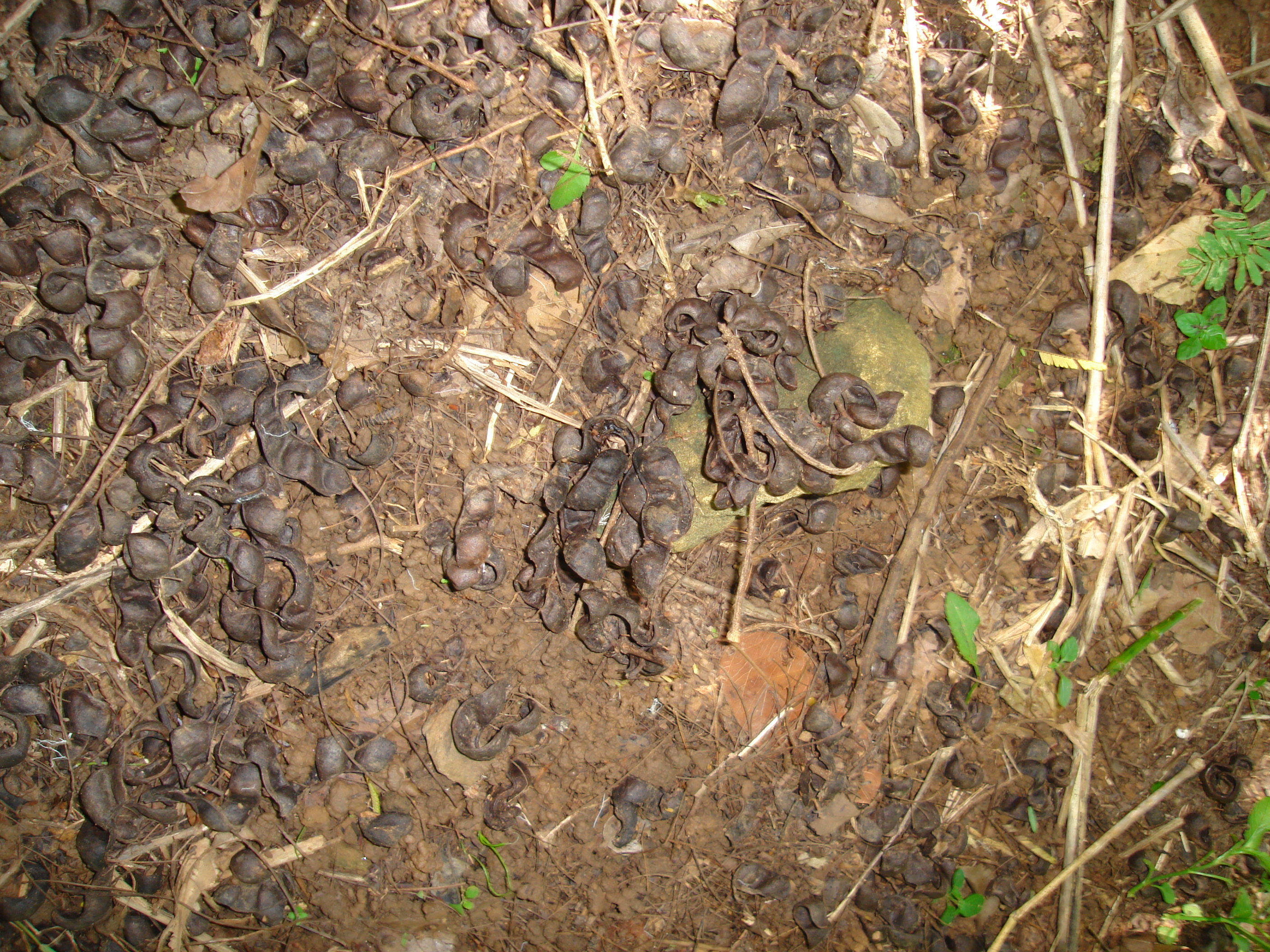
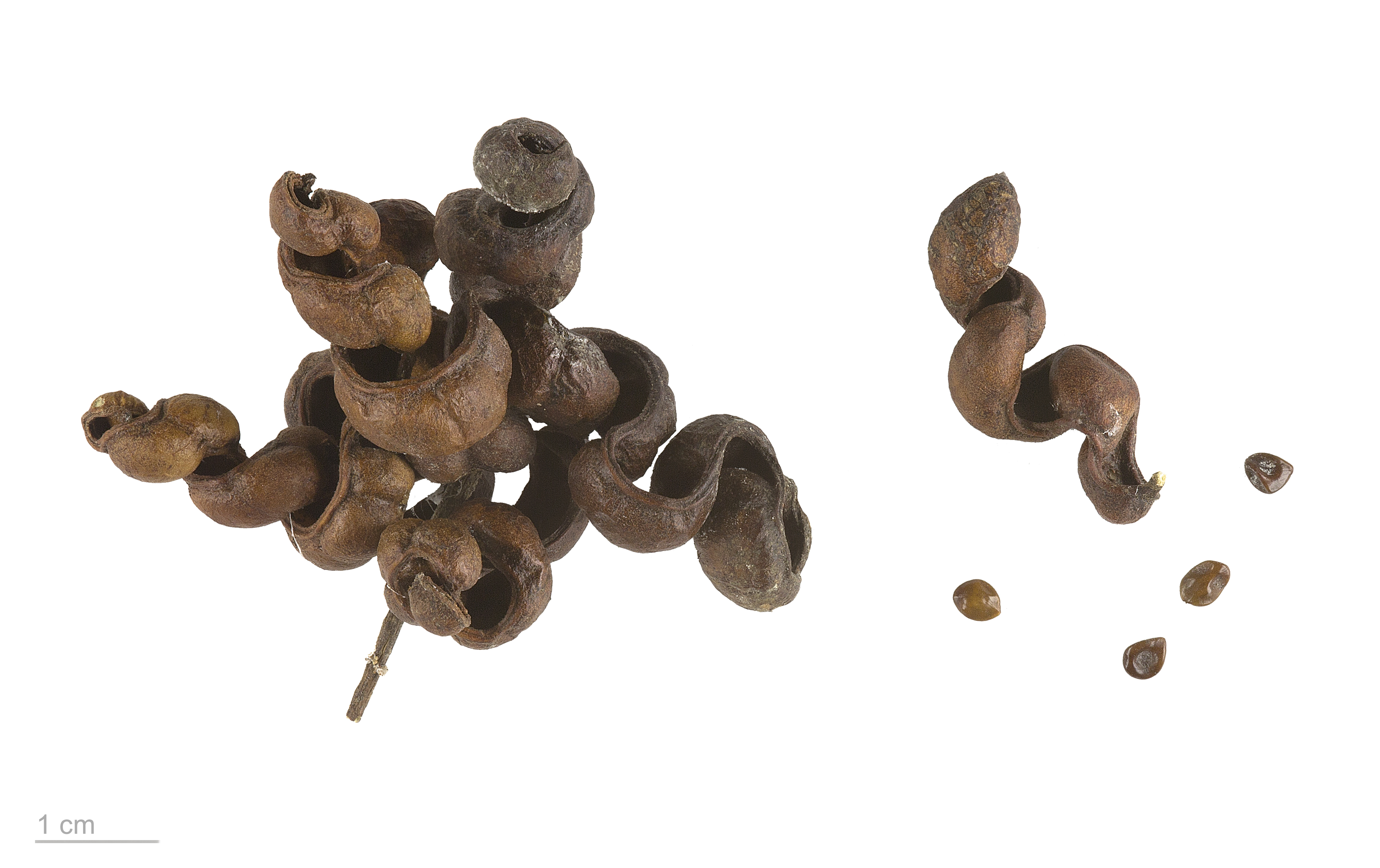
Dichrostachys cinerea - Museum specimen